# Танкеман
Танкеман или Тенкеман (перс. تنکمان‎) — город на севере Ирана, в остане Альборз.Административный центр шахрестана Назарабад. Является частью бахша Танкеман.

## География
Город находится на юго-западе центральной части Альборза, к югу от гор Эльбурс, на расстоянии приблизительно 26 километров к западу от Кереджа, административного центра провинции. Абсолютная высота — 1276 метров над уровнем моря.

## Население
По данным переписи 2006 года население города составляло 4742 человека (2403 мужчины и 2339 женщин). В Танкемане насчитывалось 1226 домохозяйств. Уровень грамотности населения составлял 79,16 %. Уровень грамотности среди мужчин составлял 80,61 %, среди женщин — 77,68 %.